# Хоркина, Светлана Васильевна
Светла́на Васи́льевна Хо́ркина (род. 19 января 1979, Белгород, РСФСР, СССР) — российская гимнастка, двукратная олимпийская чемпионка в упражнениях на брусьях (1996, 2000), 9-кратная чемпионка мира, в том числе трижды в абсолютном первенстве и пять раз в упражнениях на брусьях, и 13-кратная чемпионка Европы (трижды в абсолютном первенстве). Заслуженный мастер спорта России (1995).
После завершения спортивной карьеры, с 2007 года по 2011 год — депутат Государственной думы РФ пятого созыва от партии «Единая Россия». С октября 2012 года — референт Контрольного управления делами Президента Российской Федерации, с февраля 2016 года — первый заместитель начальника ЦСКА (ФАУ МО РФ ЦСКА), полковник (2018). Действительный государственный советник Российской Федерации 3 класса.

## Карьера
Светлана Хоркина родилась 19 января 1979 года в Белгороде.
Отец — Василий Васильевич Хоркин — был строителем. Мать — Любовь Алексеевна — медицинская сестра в детском саду. Её родители жили под Саранском (Мордовия), отец в поисках заработков приехал в Белгород, куда перевёз и мать, которая устроилась медсестрой в детский сад. По национальности — мордва. Младшая сестра — Юлия Васильевна Хоркина, мастер спорта международного класса по спортивной гимнастике, директор Белгородской спортивной гимнастической школы, которую курирует её сестра.
В 1983 году мать, чтобы укрепить здоровье 4-летней дочери, привела её во дворец спорта «Спартак» в секцию спортивной гимнастики.
Первым тренером была Елена Андреевна Ткачёва. Затем тренировалась под руководством белгородского тренера Бориса Пилкина.
В 11 лет она успешно выступила на всесоюзном турнире, названном в гимнастическом мире «Комсомолкой», после которого её включили в состав молодёжной сборной СССР.
Как победительницу первенства СССР среди юниоров в 1991 году её включили в состав спортивной делегации СССР в 1992 году для участия в ежегодном традиционном «шоу чемпионов» — коммерческой поездки по городам.
С 1992 года Хоркина являлась членом сборной команды России по спортивной гимнастике.

### 1994—1995
Хоркина выиграла свою первую взрослую международную медаль в 1994 году на чемпионате мира в Брисбене: серебряная медаль на опорном прыжке и ещё серебро на брусьях.
Она выступила ещё более успешно на чемпионате Европы в том же году. Здесь она выиграла серебро в многоборье и золото на разновысоких брусьях. Хоркина также участвовала в Играх доброй воли и командном чемпионате мира этого года. Её первая победа в многоборье пришла в 1995 году на Кубке Европы, где она завоевала медаль в прыжке, брусьях и в вольных упражнениях. Она была главным претендентом на золото в многоборье на чемпионате мира в том же году, но заняла второе место. В финале упражнений на брусьях Хоркина завоевала золотую медаль с оценкой 9,90.

### 1996
До Олимпийских игр Светлана Хоркина сохраняла европейский и мировой титулы чемпионки на брусьях, в составе российской команды выиграла серебро на чемпионате Европы, а также взяла бронзу в опорном прыжке. Падение с бревна в многоборье помешало ей бороться за медаль и она заняла шестое место.
Светлана считалась фаворитом на Играх в Атланте. Завоевала золото в индивидуальных соревнованиях на брусьях.

### 1997—2000
Выступления Хоркиной в течение 4 следующих лет были нестабильными. В 1997 году на чемпионате мира в Лозанне она выиграла свой первый титул абсолютной чемпионки мира после выступления на брусьях, получив наивысшую оценку.
В течение следующих двух лет после победы на чемпионате Хоркина продолжала доминировать на брусьях и получила прозвище «Королева брусьев».
Хоркина выиграла многоборье на чемпионате Европы 1998. Чемпионат мира 1999 года она начала в статусе фаворита в многоборье, но осталась без медали. Впрочем, она продолжила победную серию на брусьях, выиграв в четвёртый раз подряд титул чемпионки мира.

### 2000
Олимпийские игры в Сиднее начала в статусе фаворита в многоборье. В командном первенстве Хоркина исполнила сложный прыжок, который впоследствии был назван «Хоркина II». Также показала хорошие результаты в вольных упражнениях и на брусьях, квалифицировавшись в финал. Тем не менее в финале Хоркина упала с брусьев, и команда выиграла лишь серебро.
На соревнованиях в многоборье произошёл инцидент: конь для прыжков был установлен на пять сантиметров ниже нормы, из-за чего не только Хоркина, но и ряд других спортсменок совершили нехарактерные для них ошибки. В итоге судьи разрешили россиянке и другим участникам Игр повторить прыжки, но отказались исправлять оценки на других снарядах. Хоркина отказалась повторять прыжок, в слезах покинула помост и заняла в итоговой таблице только 10-е место.
Светлане Хоркиной удается сохранить титул олимпийской чемпионки на брусьях.

### 2001—2003
На чемпионате мира 2001 она выиграла титул абсолютной чемпионки, а также золото в прыжке и на брусьях. С 5 титулами чемпионки мира и 2 титулами олимпийской чемпионки Хоркина становится самой титулованной гимнасткой на одном снаряде. С 1995 по 2001 она выигрывала все титулы чемпионатов мира и олимпийских игр на брусьях.
В 2002 году Хоркина выигрывает многоборье на чемпионате Европы.
На чемпионате мира в Анахайме она стала абсолютной чемпионкой в третий раз, что не удавалось до этого ни одной женщине.

### 2004
Хоркина снова являлась фаворитом Игр, это была её последняя Олимпиада. Вышла в финалы только в многоборье и на брусьях. В командных соревнованиях её выступления помогли России выиграть бронзу.
Завоевывает серебряную медаль в многоборье Олимпийских игр.
| Главные соревнования |              |              |              |              |              |                  |                  |                  |                  |                  |                  |                  |                  |                  |                  |                  |                |                |                |                |                |                |                  |                  |                  |                  |                  |                  |
|                      | Кубок России | Кубок России | Кубок России | Кубок России | Кубок России | Чемпионат России | Чемпионат России | Чемпионат России | Чемпионат России | Чемпионат России | Чемпионат Европы | Чемпионат Европы | Чемпионат Европы | Чемпионат Европы | Чемпионат Европы | Чемпионат Европы | Чемпионат мира | Чемпионат мира | Чемпионат мира | Чемпионат мира | Чемпионат мира | Чемпионат мира | Олимпийские игры | Олимпийские игры | Олимпийские игры | Олимпийские игры | Олимпийские игры | Олимпийские игры |
| Годы                 | Мног.        | Брус.        | Бр.          | Пр.          | ВоУ.         | Мног.            | Брус.            | Бр               | Пр.              | ВоУ.             | Мног.            | Брус.            | Бр               | Пр.              | Во.              | Ком.             | Мног.          | Брус.          | Бр             | Пр.            | ВоУ.           | Ком.           | Мног.            | Брус.            | Бр               | Пр.              | ВоУ.             | Ком.             |
| 1993                 | —            | —            | —            | —            | —            | 1                | 1                | 1                | 2                | 3                | —                | —                | —                | —                | —                | —                | —              | —              | —              | —              | —              | —              | —                | —                | —                | —                | —                | —                |
| 1994                 | 3            | 1            | —            | 1            | 1            | 2                | —                | —                | —                | —                | 2                | 1                | 5                | 5                | 8                | 2                | 9              | 2              | —              | 2              | 8              | 3              | —                | —                | —                | —                | —                | —                |
| 1995                 | 1            | —            | —            | —            | —            | 1                | 1                | 1                | 2                | —                | —                | —                | —                | —                | —                | —                | 2              | 1              | —              | 5              | —              | 4              | —                | —                | —                | —                | —                | —                |
| 1996                 | —            | —            | —            | —            | —            | 2                | —                | —                | —                | —                | 6                | 1                | —                | 4                | —                | 2                | —              | 1              | —              | —              | —              | —              | 15               | 1                | —                | —                | —                | 2                |
| 1997                 | 1            | 1            | —            | —            | —            | 1                | 1                | —                | —                | —                | —                | —                | —                | —                | —                | —                | 1              | 1              | 2              | 8              | 2              | 2              | —                | —                | —                | —                | —                | —                |
| 1998                 | 1            | —            | —            | —            | —            | 1                | —                | —                | —                | —                | 1                | 1                | —                | —                | 1                | 2                | —              | —              | —              | —              | —              | —              | —                | —                | —                | —                | —                | —                |
| 1999                 | 2            | —            | —            | —            | —            | 1                | 1                | —                | —                | 3                | —                | —                | —                | —                | —                | —                | 12             | 1              | —              | —              | 3              | 2              | —                | —                | —                | —                | —                | —                |
| 2000                 | 1            | 1            | 1            | —            | —            | —                | 1                | —                | —                | —                | 1                | 1                | 1                | —                | —                | 1                | —              | —              | —              | —              | —              | —              | 10               | 1                | —                | —                | 2                | 2                |
| 2001                 | 3            | —            | —            | —            | —            | —                | —                | —                | —                | —                | —                | —                | —                | —                | —                | —                | 1              | 1              | —              | 1              | 3              | 2              | —                | —                | —                | —                | —                | —                |
| 2002                 | —            | —            | —            | —            | 3            | —                | —                | —                | —                | —                | 1                | 1                | 2                | —                | 5                | 1                | —              | 7              | 4              | —              | —              | —              | —                | —                | —                | —                | —                | —                |
| 2003                 | 2            | 1            | 3            | —            | 2            | 1                | 1                | 1                | 3                | 1                | —                | —                | —                | —                | —                | —                | 1              | —              | —              | —              | —              | 6              | —                | —                | —                | —                | —                | —                |
| 2004                 | 1            | —            | —            | —            | —            | —                | —                | 1                | —                | 3                | 4                | 1                | 3                | —                | 7                | 3                | —              | —              | —              | —              | —              | —              | 2                | 8                | —                | —                | —                | 3                |

### Гимнастические элементы Хоркиной
Светлана Хоркина реализовала следующие гимнастические элементы, которые были придуманы её тренером Борисом Васильевичем Пилкиным:
- Рондат на мост — фляк с поворотом на 360° на коня — сальто назад согнувшись (опорный прыжок).
- Рондат на мост — фляк с поворотом на 180° на коня — сальто вперёд в группировке с поворотом на 540° (опорный прыжок).
- Со стойки на руках на нижней жерди, оборот назад не касаясь с перелётом срывом и поворотом на 180° в вис на верхнюю жердь (брусья).
- Аналог перелёта Маркелова ноги врозь на мужской перекладине (брусья).
- Штальдер ноги врозь с поворотом на 540° в смешанный хват (брусья). Кроме неё, этот элемент сумела повторить только американская спортсменка Эми Чоу.
- Из положения стоя поперёк, фляк с одной ноги с поворотом на 360° в положение стоя (бревно).
- Соскок: махом одной сальто назад с поворотом на 900° (бревно).

### После ухода из спорта

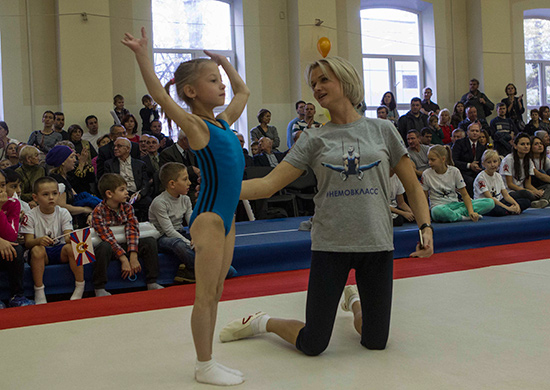
Открытый мастер-класс для юных спортсменов ЦСКА, 31 октября 2015 года

Спортивный комплекс Светланы Хоркиной и монумент гимнастке в центре Белгорода

В 1999 году окончила факультет физической культуры Белгородского государственного университета, учитель физической культуры.
В январе 2002 года в Российской государственной академии физической культуры защитила кандидатскую диссертацию на тему «Теоретическое изучение техники спортивно-гимнастических упражнений с применением линейно-разветвленного дидактического программирования», кандидат педагогических наук.
В октябре 2003 года была ведущей телепередачи «Дом» на ТНТ, после того как ушёл первый ведущий Николай Басков. Финал программы в ноябре провёл уже Дмитрий Нагиев.
Осенью 2004 года завершила спортивную карьеру.
С 2004 года — вице-президент Федерации спортивной гимнастики России.
Во время работы в Госдуме окончила Российскую академию народного хозяйства и государственной службы при Президенте Российской Федерации.
С 26 июля 2010 года — член Патриаршего совета по культуре (Русская православная церковь).
6 октября 2012 года назначена референтом Контрольного управления делами Президента Российской Федерации.
Приказом Министра обороны России Сергея Шойгу от февраля 2016 года назначена на должность первого заместителя начальника Федерального Автономного Учреждения Министерства обороны Российской Федерации «Центральный спортивный клуб Армии» (ФАУ МО РФ ЦСКА).
В 2021 году участвовала во втором сезоне шоу «Маска» на НТВ, где выступала в образе Чёрной пантеры. Открыла своё истинное лицо во втором выпуске, однако никто из жюри не угадал её.
В 2023 году представила собственное шоу «Дуэль», в котором со специальными программами выступили гимнасты, танцоры, фехтовальщики, боксёры и другие спортсмены.

## Политическая деятельность
В 2003 году вступила в партию «Единство и Отечество» — впоследствии «Единая Россия». 2 декабря 2007 года избрана депутатом Государственной Думы V созыва.
В сентябре 2016 года стала доверенным лицом партии «Единая Россия» на выборах в Государственную думу VII созыва. В 2018 году присвоено очередное воинское звание «полковник».
Член Общественного совета при Министерстве обороны Российской Федерации, председатель комиссии Общественного совета по культурно-шефской и спортивно-массовой работе.
18 марта 2022 года выступила в «Лужниках» на митинге-концерте в честь годовщины аннексии Крыма Россией под названием «Za мир без нацизма! Zа Россию! Zа Президентa».
15 апреля 2023 года, из-за вторжения России на Украину, включена в санкционный список Украины.

## Награды
Ордена:

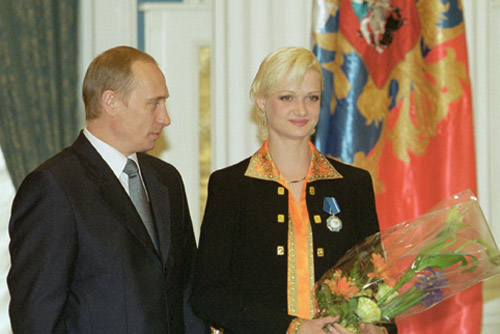
Награждение орденом Почёта,
8 июня 2001 года

- Орден «За заслуги перед Отечеством» III степени (2024) — за большой вклад в развитие физической культуры и популяризацию отечественного спорта[20]
- Орден «За заслуги перед Отечеством» IV степени (18 февраля 2006) — за большой вклад в развитие физической культуры и спорта и высокие спортивные достижения[21]
- Орден Почёта (19 апреля 2001, была награждена 8 июня того же года) — за большой вклад в развитие физической культуры и спорта, высокие спортивные достижения на Играх XXVII Олимпиады 2000 года в Сиднее[22]
- Орден Дружбы (6 января 1997) — за заслуги перед государством и высокие спортивные достижения на XXVI летних Олимпийских играх 1996 года[23]

Медали:
- Медаль «За отличие в военной службе» (Минобороны) III степени
- Медаль «Участнику военной операции в Сирии»
- Медаль «200 лет Министерству обороны»
- Юбилейная медаль «100 лет Центральному спортивному клубу Армии»[25]
- Медаль «100 лет военно-воздушным силам»
- Медаль Николая Озерова

Другие награды:
- Почётная грамота Президента России (2017),
- Звание «Почётный гражданин города Белгорода» (22 июля 2003) — за выдающиеся достижения в спорте, большой личный вклад в развитие физкультурно-спортивного движения города Белгорода,
- Почётный знак (орден) «Спортивная слава России» (редакция газеты «Комсомольская правда» и коллегия Олимпийского комитета России, ноябрь 2002)[26]
- Лауреат Национальной премии общественного признания достижений женщин «Олимпия» Российской Академии бизнеса и предпринимательства[27] в 2005 г.
- Именная звезда Светланы Хоркиной открыта 25 февраля 2017 года на аллее Олимпийской славы курорта «Роза Хутор» (Сочи)[28].

## Личная жизнь
В начале 2000-х годов несколько лет состояла в близких отношениях с миллиардером Кириллом Шубским (род. 1964), мужем актрисы и режиссёра Веры Глаголевой (1956—2017). Историю своих взаимоотношений с ним Хоркина подробно описала в автобиографической книге «Кульбиты на шпильках».
Сын — Святослав Хоркин, родился 21 июля 2005 года в Лос-Анджелесе, автоматически получив гражданство США. Хоркина рожала в клинике Седарс-Синайском медиционском центром методом кесарева сечения, лежала под чужой фамилией, чтобы её не могли разыскать. После рождения ребёнка роль отца для СМИ взял на себя голливудский актёр Леван Учанейшвили. В 2011 году отец Хоркиной рассказал, что родной отец его внука — Шубский.
В апреле 2011 года Хоркина вышла замуж за Олега Кочнова, которому было тогда 55 лет. Кочнов проходил службу в Федеральной таможенной службе и Федеральной службе по контролю за оборотом наркотиков, генерал запаса. После отставки занимал пост помощника губернатора Амурской области, затем — руководитель представительства Амурской области при президенте РФ.
В интервью Хоркина рассказала: «Раньше все меня считали стервой. И это в жизни мне помогало. Я жила только гимнастикой, делала только то, что хотела. Могла манипулировать людьми, которые меня окружали, парнями, которые ухаживали за мной. И с удовольствием это делала». Главный тренер сборной России по спортивной гимнастике Леонид Аркаев подтвердил мнение о том, что она — «стерва».
Светлана Хоркина живёт в своём доме в Ватутинках Московской области, рядом со спортзалом в учебно-спортивной базе ЦСКА «Ватутинки», где также занимаются гимнасты.
В октябре 2019 года у Хоркиной в браке с 63-летним чиновником Олегом Кочновым родился второй ребёнок — сын Иван.
Сестра — Юлия Хоркина. Мастер спорта России международного класса по спортивной гимнастике. Чемпионка России по спортивной гимнастике в командном первенстве 2001, 2002, 2003 годов, бронзовый призёр Всемирной Универсиады. С 2011 года — директор Государственного бюджетного учреждения «Спортивная школа № 3 Белгородской области имени заслуженного тренера России Бориса Васильевича Пилкина».

## В кино
Стала одним из героев в кинофильме «Чемпионы: Быстрее. Выше. Сильнее», основанном на реальных событиях. Роль Хоркиной исполнила Кристина Асмус.
Упоминается в сериале «Гимнастки» (Make It Or Break It, 4-й эпизод III сезона) в качестве гимнастки, добившейся огромного успеха с неподходящим ростом для разноразмерных брусьев.